# Borrelia recurrentis
Borrelia recurrentis es una bacteria espiroqueta que pertenece a la familia Borreliaceae. B. recurrentis es el agente etiológico de la enfermedad llamada fiebre recurrente, transmitida por piojos (louse-borne relapsing fever en inglés). Esta enfermedad infecciosa es frecuente en África, Oriente Medio y Asia, aunque se teme que pueda emerger en Occidente. Como su nombre indica, la fiebre recurrente causada por piojos se caracteriza por la aparición de episodios febriles repetitivos.

## Ciclo de vida
Los seres humanos son el principal reservorio de B. recurrentis, que se caracteriza por ser la única especie de Borrelia transmitida por piojos (Pediculus humanus). El resto de especies utilizan como insecto vector las garrapatas. Los piojos, al alimentarse de la sangre de humanos infectados con B. recurrentis, ingieren la bacteria, que es capaz de pasar a la hemolinfa atravesando el epitelio intestinal del parásito y se convierten en portadores. Estos piojos serán portadores de la bacteria hasta que mueran, pero no se la transmitirán a su descendencia. Cuando un parásito que contiene B. recurrentis pica a un humano, difícilmente le transmite la bacteria, pero si este aplasta al insecto y se rasca la zona donde se produjo la picadura, se produciría una abrasión de la piel, facilitando la entrada de la bacteria al organismo. 

## Enfermedad
B. recurrentis produce la fiebre recurrente transmitida por piojos. La bacteria tras ser transmitida a humanos se multiplica y genera cepas con antígenos muy diferentes. El número elevado de bacterias en sangre desencadena una respuesta inmune que provoca la aparición de fiebre. El sistema inmune destruye algunas de las cepas haciendo que cese el estado febril, pero al no ser eficaz contra todas las cepas, se seleccionan aquellas que han modificado sus antígenos lo suficiente como para no ser reconocidas y sobrevivir. Estas bacterias supervivientes serán las responsables de la aparición de nuevos episodios de fiebre. La variación antigénica que presenta B. recurrentis se debe a la organización de su genoma, que facilita la recombinación entre múltiples segmentos de un mismo gen y se produce sobre todo en genes codificantes de proteínas de superficie (antígenos).
El inicio de la fiebre recurrente transmitida por piojos es muy abrupto, causando fiebres elevadas de alrededor de 40 °C, escalofríos, delirios y dolor muscular. En algunos casos se puede producir afectación neurológica y/o hepática, causando ictericia e incluso esplenomegalia. Normalmente la fiebre desaparece tras una fuerte crisis y los episodios febriles que van reapareciendo tienden a ser menos graves que los anteriores. Raramente esta enfermedad supone la muerte de la persona infectada.
El hecho de que los piojos busquen entornos a una temperatura de unos 36 °C hace que, al comenzar la fiebre en la persona infectada, este insecto cambie a un nuevo hospedador no infectado. Esto explica la rápida expansión de la enfermedad y la generación de epidemias, especialmente en países superpoblados, pobres y carentes de una adecuada red sanitaria.

## Diagnóstico
El método diagnóstico más utilizado para la detección de espiroquetas es mediante su observación directa en frotis de sangre periférica. Esta detección debe hacerse durante los episodios febriles, ya que, en ausencia de fiebre, B. recurrentis se encuentra a unas concentraciones demasiado bajas como para ser detectada. 
Otras técnicas se basan en la ampliación e identificación de ácidos nucleicos, pero su uso no está muy extendido por no estar al alcance de los laboratorios de los países más afectados por la enfermedad.
Los métodos serológicos, debido a su baja especificidad, y el aislamiento de B. recurrentis, por ser poco práctico, han sido rechazados como métodos diagnósticos.

## Tratamiento
La enfermedad puede tratarse exitosamente en cualquier momento utilizando antibióticos de amplio espectro, como penicilina, tetraciclina o eritromicina.